# コンフェクショナリーコトブキ
株式会社コンフェクショナリーコトブキ（英文名称Confectionery KOTOBUKI Corporation.）は、神戸市に本社を置く洋菓子メーカー。

## 主な製品
- 洋菓子
- フレッシュケーキ

## 業態
- 菓子のOEM事業

## 沿革
- 1947年（昭和22年）3月 - 創業者細谷清、神戸市北長狭通にて汁粉屋「寿本舗」開業
- 1949年（昭和24年）11月 - 株式会社に改組
- 1968年（昭和43年） - フランチャイズ制度を導入
- 1971年（昭和46年）4月 - 「お菓子のコトブキ」に社名変更
- 1982年（昭和57年）8月 - 「コンフェクショナリーコトブキ」に社名変更
- 1992年（平成4年）6月 - 本社を兵庫県尼崎市水堂町4-1-5に移転
- 1998年（平成10年）7月 - 本社を神戸市中央区北長狭通1-9-1に戻す
- 2010年（平成22年）10月 - 武庫川東工場を閉鎖、生産を西工場に集約
- 2010年（平成22年）12月 - 本社事務所を尼崎市より神戸市中央区元町のコトブキ元町ビルへ移転
- 2012年（平成24年）9月 - 関東地区から完全撤退
- 2016年（平成28年）直営事業を休業、OEM事業をLE CADEAU KOTOBUKI（ルキャドコトブキ）が継承

## CM出演者（お菓子のコトブキ）
岡崎友紀（1974年 - 1976年）
- 「シュガーレスケーキ・ダニエル」
- 「ソフトクッキー・ニューラング」
- 「シュガーレスシュークリーム」

浅丘ルリ子（1979年）
- 「パフケーキ」

## CM出演者（コンフェクショナリーコトブキ）
秋本奈緒美（1984年）
- 「アーモンドウィッチ」

## 関連子会社
- 関西コトブキ販売株式会社
- 株式会社庵寿

### かつて存在していた関連子会社
- 東京コトブキ販売株式会社